# Melaleuca viridiflora
Melaleuca viridiflora (Sol. ex Gaertn., 1788), conosciuto anche col nome aborigeno di Niaouli, è un piccolo albero appartenente alla famiglia delle Myrtaceae, originario delle aree boscose del nord dell'Australia e della Papua Nuova Guinea.

## Usi
L'albero è utilizzato dagli aborigeni per molteplici usi mentre i suoi estratti vengono utilizzati dalla medicina tradizionale per la produzione dell'olio essenziale di niaouli, ricavato dalle foglie e dai rami.
Dalle sue foglie è inoltre possibile estrarre un olio, fortemente aromatico, utile contro tosse, raffreddore, nevralgie e reumatismi.